# PatsBoemKledder
PatsBoemKledder is een Nederlands kinderprogramma dat wordt uitgezonden door NPO Zappelin. Het is een komische poppenshow in de vorm van een quiz met educatieve elementen voor de doelgroep vanaf 4 jaar. De eerste uitzending vond plaats op 5 september 2022.

## Inhoud
Presentator Sjef Conservator ontvangt elke aflevering drie kandidaten in het Museum van Gewone Dingen en speelt met hen een spel (Memory of Boter-kaas-en-eieren) tegen een van de monsters Pats, Boem of Kledder. Als de kandidaat wint krijgt degene een video te zien van het productieproces van een Gewoon Ding dat vervolgens ook in het Museum tentoongesteld wordt. Verliest de kandidaat, dan wordt hij verpletterd door een enorm gewicht (Pats), opgeblazen door een explosief (Boem) of ondergepoept door het vliegende monster Kledder.
Via SchoolTV is er een interactive te spelen.

## Kandidaten
Alle kandidaten zijn persiflages van bekende personages.
| Kandidaat               | Gebaseerd op          |
| ----------------------- | --------------------- |
| Astrid Obelisk          | Asterix               |
| Betty Coupe             | Betty Boop            |
| Buurvrouw en Buurvrouw  | Buurman en Buurman    |
| Carrie Mero             | Calimero              |
| Donald Eend             | Donald Duck           |
| Fred Ringtone           | Fred Flintstone       |
| Jan Jansen              | Jan Tromp             |
| Kleine Turf             | De Smurfen            |
| Lidy Gonzales           | Speedy Gonzales       |
| Marion Bros             | Mario                 |
| Olivier B. Rommel       | Olivier B. Bommel     |
| "Plons" Bob Hoekbroek   | SpongeBob SquarePants |
| Poppy de Zeemeerman     | Popeye                |
| Rob de Sjouwer          | Bob de Bouwer         |
| Schanulleke Vandersteen | Schanulleke           |
| Truus Flater            | Guust Flater          |
| Ukkie Luck              | Lucky Luke            |
| Wikkie de Fikkie        | Wickie de Viking      |

## Medewerkers

### Stemacteurs
- Paul Groot: Sjef Conservator

### Poppenspelers
- Marlyn Coetsier
- Sanne van Dijk
- Mark Haayema
- Dwight Heitzer
- Jogchem Jalink
- Eric-Jan Lens

### Decor
- Maarten Gerritsen